# Палручей (приток Матсары)
Палручей — ручей в России, протекает по территории Кубовского сельского поселения Пудожского района Республики Карелии. Длина ручья — 10 км.

## Общие сведения
Ручей берёт начало из Палозера на высоте 91,9 м над уровнем моря и далее течёт преимущественно в северном направлении по заболоченной местности.
Притоки у Палручья отсутствуют.
Устье ручья находится в 7 км по правому берегу реки Матсары, притока реки Ендрики, впадающей в Кумбасозеро. Из последнего берёт начало река Кумбаса, впадающая в реку Водлу, впадающую, в свою очередь, в Онежское озеро.
Населённые пункты на ручье отсутствуют.
Код объекта в государственном водном реестре — 01040100412202000016644.